# Университет Линкольна (Миссури)
Университет Линкольна (англ. Lincoln University) — общественный исторически чёрный университет в Джефферсон-Сити (штат Миссури, США). Основанный в 1866 году афроамериканскими ветеранами Гражданской войны в США, он является членом Фонда колледжей имени Тэргуда Маршалла.

## История
Во время Гражданской войны 62-й полк цветной пехоты армии США, в основном набранный в Миссури, организовал образовательные программы для своих солдат. В конце войны он собрал 6300 долларов на создание школы для чернокожих, которую возглавил белый офицер-аболиционист Ричард Фостер. Фостер открыл институт Линкольна в Джефферсон-Сити в 1866 году. В Линкольне были чёрные студенты, чёрные и белые преподаватели, институт также пользовался внешней поддержкой со стороны религиозных групп.
В 1870 году школа начала получать помощь от штата Миссури на подготовку преподавателей. В 1871 году институт Линкольна переехал в нынешний кампус. В 1877 году в учебный план были добавлены курсы на уровне колледжа, а принятие Закона о нормальной школе позволило выпускникам Линкольна пожизненно преподавать в штате Миссури без дополнительного экзамена. Институт Линкольна официально стал государственным учреждением в 1879 году с передачей имущества штату. Согласно второму закону Моррилла от 1890 года, Миссури выделил участок земли для института Линкольна, а в следующем году в учебный план были добавлены промышленные и сельскохозяйственные курсы. К 1921 году колледж расширился и стал предлагать программы магистратуры, а штат Миссури официально присвоил ему статус университета. Он изменил своё название на университет Линкольна штата Миссури.
Северо-Центральная ассоциация колледжей и средних школ аккредитовала отделение средней школы в 1925 году, программу подготовки учителей в 1926 году и четырёхлетний колледж искусств и наук в 1934 году. Обучение в аспирантуре было начато в летнюю сессию 1940 года, с программами специализации по образованию и истории, а также по английскому языку, истории и социологии. В феврале 1942 года была создана Школа журналистики.
В 1954 году Верховный суд США вынес решение по делу Брауна против Совета по образованию, и Университет Линкольна ответил на это, открыв свои двери для всех желающих, отвечающих критериям поступления. Сегодня в Университете Линкольна обучаются студенты всех цветов кожи, как резиденты, так и нерезиденты. Университет участвует в различных исследовательских проектах и предлагает многочисленные программы общественной работы в дополнение к академическим программам.
В 1983 году исторический район кампуса Университета Линкольна, Хиллтоп, был включен в национальный реестр исторических мест США.
22 мая 2019 года на Джефферсон-Сити обрушился торнадо третьй категории EF-3, причинив значительный ущерб исторической резиденции президента рядом с кампусом университета.

## Спорт
Университет Линкольна участвует в соревнованиях на уровне Дивизиона II Национальной ассоциации студенческого спорта (NCAA). Университет Линкольна входил в Среднеамериканскую межвузовскую атлетическую ассоциацию (MIAA) с 1970 по 1999 годы. В 1999 университет покинул её, поскольку с 1989 года у него не было команды по американскому футболу. Женская команда по лёгкой атлетике университета Линкольна вошла в историю Дивизиона II NCAA, выиграв чемпионат по лёгкой атлетике на открытом воздухе пять раз подряд в 2003—2007 годах. С 1999 по 2010 годы университет Линкольна выступал в конференции Heartland, одним из основателей которой он является. В 2010 году университет восстановил свою футбольную программу и вновь вступил в MIAA.
В университете есть программы по следующим видам спорта:

| Мужской спорт - Баскетбол - Футбол - Гольф - Лёгкая атлетика | Женский спорт - Баскетбол - Легкоатлетический кросс - Гольф - Софтбол - Лёгкая атлетика |

### Гимн «Lincoln, O, Lincoln»
Гимн университета исполняется на мелодию «Ach wie ist's möglich dann» (с нем. — «О, как бы это было возможно тогда»), немецкой народной песни, опубликованной в 1827 году и приписываемой Георгу Генриху или Фридриху Зильхеру Кучену (в гимнах Вест-Пойнта и Уэйк-Форест используется та же мелодия).

## Студенческая деятельность
День основателя, традиционно проводимый в первую субботу февраля, воздаёт должное основателям Университета Линкольна. Встреча выпускников обычно проводится в октябре. В это время бывшие выпускники и друзья университета Линкольна собираются для участия в торжественных мероприятиях. Также в университете в конце апреля проводится праздник весны, во время которого проводятся игры и другие мероприятия в течение всей недели.

### Marching Musical Storm
«Marching Musical Storm» (с англ. — «Марширующий музыкальный шторм») — это маршевый оркестр университета. Он был основан в 1948 году и является одной из крупнейших студенческих организаций в кампусе. Оркестр выступает на всех домашних футбольных матчах, отдельных баскетбольных играх и других мероприятиях, в которых принимает участие университет, в течение всего года.

### Студенческие СМИ
- The Clarion (университетская газета)[11];
- KJLU[англ.] (радиостанция)[12];
- JCTV (общественное телевидение)[13].

### Студенческие братства
Студенческие братства Национального Пан-Эллинского Совета, имеющие отделения в университете Линкольна штата Миссури:
| Организация       | Organization (англ.) | Символ | Орден       | Символ Ордена | Орден (Примечание) |
| ----------------- | -------------------- | ------ | ----------- | ------------- | ------------------ |
| Альфа Каппа Альфа | Alpha Kappa Alpha    | ΑΚΑ    | Alpha Iota  | AI            | Альфа Йота         |
| Альфа Фи Альфа    | Alpha Phi Alpha      | ΑΦΑ    | Alpha Psi   | ΑΨ            | Альфа Пси          |
| Дельта Сигма Тета | Delta Sigma Theta    | ΔΣΘ    | Alpha Theta | ΑΘ            | Альфа Тета         |
| Йота Фи Тета      | Iota Phi Theta       | ΙΦΘ    | Zeta Xi     | ΖΞ            | Зета Кси           |
| Омега Пси Фи      | Omega Psi Phi        | ΩΨΦ    | Eta Sigma   | ΗΣ            | Эта Сигма          |
| Фи Бета Сигма     | Phi Beta Sigma       | ΦΒΣ    | Beta Chi    | BX            | Бета Хи            |
| Сигма Гамма Ро    | Sigma Gamma Rho      | ΣΓΡ    | Alpha Mu    | AM            | Альфа Мю           |
| Зета Фи Бета      | Zeta Phi Beta        | ΖΦΒ    | Xi Beta     | ΞΒ            | Кси Бета           |
| Каппа Альфа Пси   | Kappa Alpha Psi      | ΚΑΨ    | Alpha Mu    | AM            | Альфа Мю           |

## Знаменитые преподаватели и сотрудники
- Алан Басби[англ.] — первый афроамериканец, окончивший Коннектикутский университет в 1918 году;
- Джозеф Картер Корбин[англ.] — первый директор Арканзасского университета в Пайн-Бафф[англ.];
- Миртл Крэйг Моубрей[англ.] — первая афроамериканка, окончившая университет штата Мичиган (тогда известный как Мичиганский сельскохозяйственный колледж) в 1907 году[14];
- Алтея Гибсон — пионер чёрного тенниса, чемпионка Уимблдона, Открытого чемпионата Франции и Открытого чемпионата США; в начале 1950-х годов была инструктором по легкой атлетике;
- Лоренцо Грин[англ.] — чернокожий историк, преподавал в университете (1933—1972);
- Роберт Натаниэль Детт[англ.] — композитор;
- Оливер Кокс[англ.] — член Чикагской школы социологии и ранний теоретик мировых систем; преподавал в университете Линкольна (1949—1970)[15];
- Инман Пейдж[англ.] — президент университета в 1880—1898 гг. и снова в 1922—1923 гг.

## Знаменитые выпускники
- Олета Крейн[англ.] — защитник прав чернокожих женщин и десегрегации[16];
- Рита Хёрд Дэйс[англ.] — член обеих палат Генеральной ассамблеи штата Миссури[англ.];
- Ллойд Гейнс[англ.] — исчез при невыясненных обстоятельствах после борьбы за право на равное образование;
- Дороти Батлер Гиллиам[англ.] — первая афроамериканская женщина-репортёр газеты The Washington Post, соучредитель Национальной ассоциации чёрных журналистов[англ.];
- Экси Ли Хэмптон[англ.] — активная участница YWCA, NAACP, Городской лиги и поселенческой работы в Южной Калифорнии;
- Джордж Ховард-младший[англ.] — первый афроамериканский федеральный судья в Арканзасе;
- Лео Льюис[англ.] — член Зала славы канадского футбола[англ.];
- Кэри Минс[англ.] — актёр озвучания, голос Фрайлока[англ.] в сериале Aqua Teen Hunger Force;
- Зик Мур[англ.] — бывший защитник Национальной футбольной лиги (НФЛ);
- Оливер Лейк — джазовый музыкант;
- Джулиус Хэмфилл[англ.] — джазовый музыкант;
- Лемар Пэрриш[англ.] — бывший восьмикратный защитник[англ.] Национальной футбольной лиги (НФЛ) Пробоул в 1970-х и начале 1980-х годов и бывший главный тренер футбольной команды «Голубые тигры» с 2004 по 2009 год;
- Венделл Прюитт[англ.] — капитан Прюит был лётчиком-истребителем в 332-й истребительной группе ВВС США[англ.] (Пилоты из Таскиги);
- Ромона Робинсон[англ.] — ведущая телевизионных новостей в Кливленде, удостоенная награды[17];
- Джо Торри[англ.] — актёр и комик;
- Рональд Таунсон[англ.] — американский вокалист. Он был одним из участников группы The 5th Dimension, популярной вокальной группы конца 1960-х — начала 1970-х годов;
- Майда Коулман[англ.] — лидер меньшинства в Сенате штата Миссури;
- Блейн Люткемайер[англ.] — конгрессмен США;
- Уильям Текумсе Вернон[англ.] — епископ Африканской методистской епископальной церкви[англ.] и бывший президент Западного университета[англ.];
- Джошуа Питерс[англ.] — один из самых молодых членов Палаты представителей штата Миссури;
- Модди Тейлор[англ.] — афроамериканский химик, работавший в Манхэттенском проекте и возглавлявший химический факультет Говардского университета с 1969 по 1976 гг.;
- Энн Уолтон Кроенке[англ.] — наследница Walmart и владелица спортивной команды, имеет диплом медсестры.